# 朱仁聡
朱 仁聡（しゅ じんそう、生没年不詳）は、平安時代中期の北宋の商人。

## 略歴
永延元年（987年）以降たびたび来日した。長徳元年（995年）9月に林庭幹ら70人余りとともに若狭国に来航し、のちに越前国へ移った。この頃に藤原為時は越前守に任じられているが、これは一条天皇が学問のあるものに唐人と詩を作り交わらせてみたかったからと言う説も存在する。
長徳2年（996年）閏7月17日に唐人が鵝・鸚鵡・羊を献じて入京したというのも、この一行の可能性が高いと考えられている。
長徳3年（997年）10月28日には若狭守源兼澄に対して凌轢（乱暴な行い）をしたため、11月11日には明法家にその罪名が調べられている。
また長保2年（1000年）、皇后藤原定子の使いが前年に唐物を購入した代価を敦賀津まで持参したが、既に同地を去りおそらく大宰府へ移動していたため未納となっていた。ここで8月24日に、皇后に献じた雑物の代金が未払いになっていると訴えを起こし、この対処で12月16日に中宮亮高階明順が召喚されている。

## 関連作品
- NHK大河ドラマ『光る君へ』（2024年、演：浩歌） - 役名の読みは「ヂュ レンツォン」。